# Ротань, Руслан Петрович
Русла́н Петро́вич Рота́нь (укр. Руслан Петрович Ротань; род. 29 октября 1981[…], Полтава) — украинский футболист, полузащитник, тренер. Главный тренер житомирского «Полесья». В составе сборной Украины дошёл до четвертьфинала чемпионата мира 2006. Финалист Лиги Европы 2015 в составе «Днепра».

## Клубная карьера

### Ранние годы
С шести лет занимался в полтавской ДЮСШ «Ворскла». В возрасте 12 лет, по совету первого тренера Александра Горностаева, решил попробовать свои силы в днепропетровском спортинтернате. Руслан прошёл отбор и в итоге оказался в дубле «Днепра», позже попал в первую команду. В Высшей лиге дебютировал 7 ноября 1999 года в домашней игре против «Кривбасса» (1:0). С приходом в «Днепр» Евгения Кучеревского стал твёрдым игроком основы, выиграв с командой «бронзу» чемпионата.

### «Динамо» (Киев)
Летом 2005 года Ротань перешёл в киевское «Динамо». Он сразу получил постоянное место в основе. Но второй сезон в киевской команде стал не самым лучшим в клубной карьере Руслана — Ротань потерял место в основе, получил несколько очень неприятных травм, не имел постоянной игровой практики и, в итоге, ушёл из «Динамо», проведя за команду 50 матчей и выиграв чемпионат и два Кубка.

### «Днепр»
Зимой сезона 2007/08 Ротань вернулся в «Днепр». Первое появление в составе «новой старой» команды сопровождалось овацией. После возвращения в родной клуб стал основным полузащитником команды, а вскоре — и её капитаном. Получил приз «За лучший гол 2012 года в чемпионате Украины» от программы «ПроФутбол». 1 марта 2014 года, в матче против «Севастополя», Ротань провёл свой 300-й поединок в чемпионате Украины, в том числе — 250-й за «Днепр».

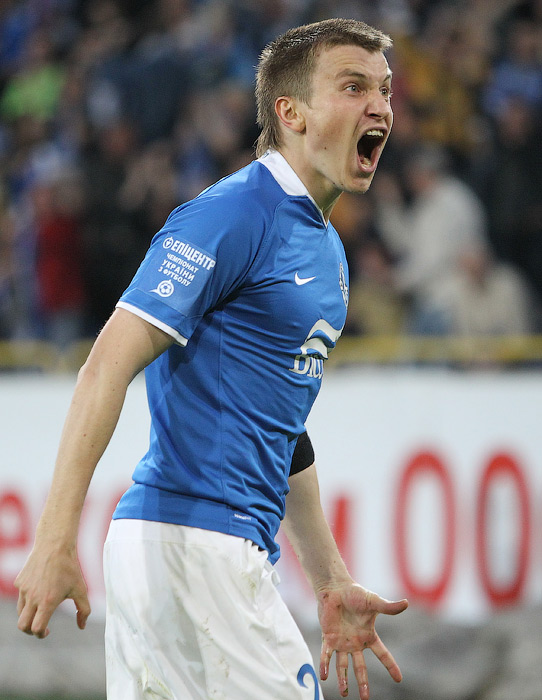
Руслан Ротань в составе «Днепра», 2011 год

В 2015 году с днепропетровской командой вышел в финал Лиги Европы УЕФА. На 44-й минуте финального матча Ротань отличился голом со штрафного, но «Днепр» уступил со счётом 2:3. Вошёл в символическую сборную турнира.
11 мая 2016 года, после проигранного «Днепром» второго матча полуфинала Кубка Украины против «Зари» Ротань ударил арбитра, за что получил полугодичную дисквалификацию, впоследствии сокращённую до 3 месяцев. В августе того же года, после многочисленных слухов о его уходе из «Днепра», подписал новый контракт с днепропетровским клубом по схеме «2+1».
20 июля 2016 года, выйдя на поле в матче с «Волынью» стал рекордсменом по количеству проведённых за «Днепр» официальных матчей (416), обойдя Романа Шнейдермана.
Матч со «Звездой», состоявшийся 7 мая 2016 года, стал для Руслана 350-м матчем в чемпионате Украины, в том числе — 300-м за «Днепр».
Летом 2017 года, как и практически все игроки, покинул «Днепр».

### «Славия» (Прага)
Летом 2017 года подписал годичное соглашение с пражской «Славией».

### Возвращение в «Динамо»
12 января 2018 года Руслан Ротань стал игроком киевского «Динамо», подписав контракт до конца сезона 2017/18. Летом 2018 года покинул команду.

## Карьера в сборной

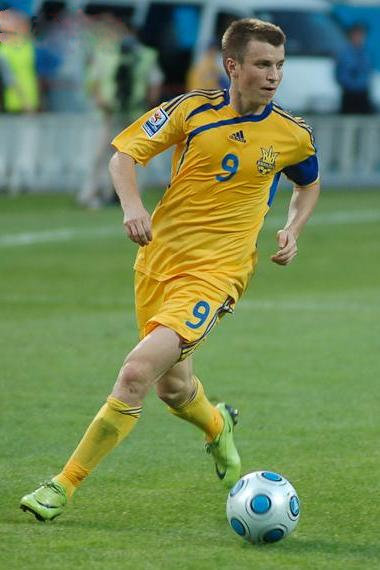
Ротань в составе сборной Украины, 2009 год

Дебютировал в сборной, под руководством Леонида Буряка, 12 февраля 2003 года в матче Турция — Украина (0:0).
В первой игре отбора на Чемпионат мира 2006 с Казахстаном гол Руслана в компенсированное время принёс украинской команде важнейшую победу. А в последней игре отбора точным ударом Руслан принёс ничью в выездном поединке с Грузией, и именно эта ничья вывела Украину на мундиаль, где она дошла до четвертьфинала турнира.
Летом 2012 года принял участие в финальной части домашнего чемпионата Европы по футболу.
Участник чемпионата Европы по футболу 2016 года.
После завершения карьеры Андрея Шевченко стал вице-капитаном сборной Украины, а после ухода из сборной Анатолия Тимощука стал капитаном. 27 марта 2018 года — товарищеский матч против сборной Японии (2:1) стал сотым для Ротаня в футболке сборной Украины; это достижение сделало его третьим футболистом в истории национальной команды, которым покорился этот результат.
Всего за сборную Украины Ротань провёл 100 матчей, забил 8 голов.

## Тренерская карьера
3 октября 2018 года начал карьеру тренера, став ассистентом Вячеслава Шевчука в донецком «Олимпике».

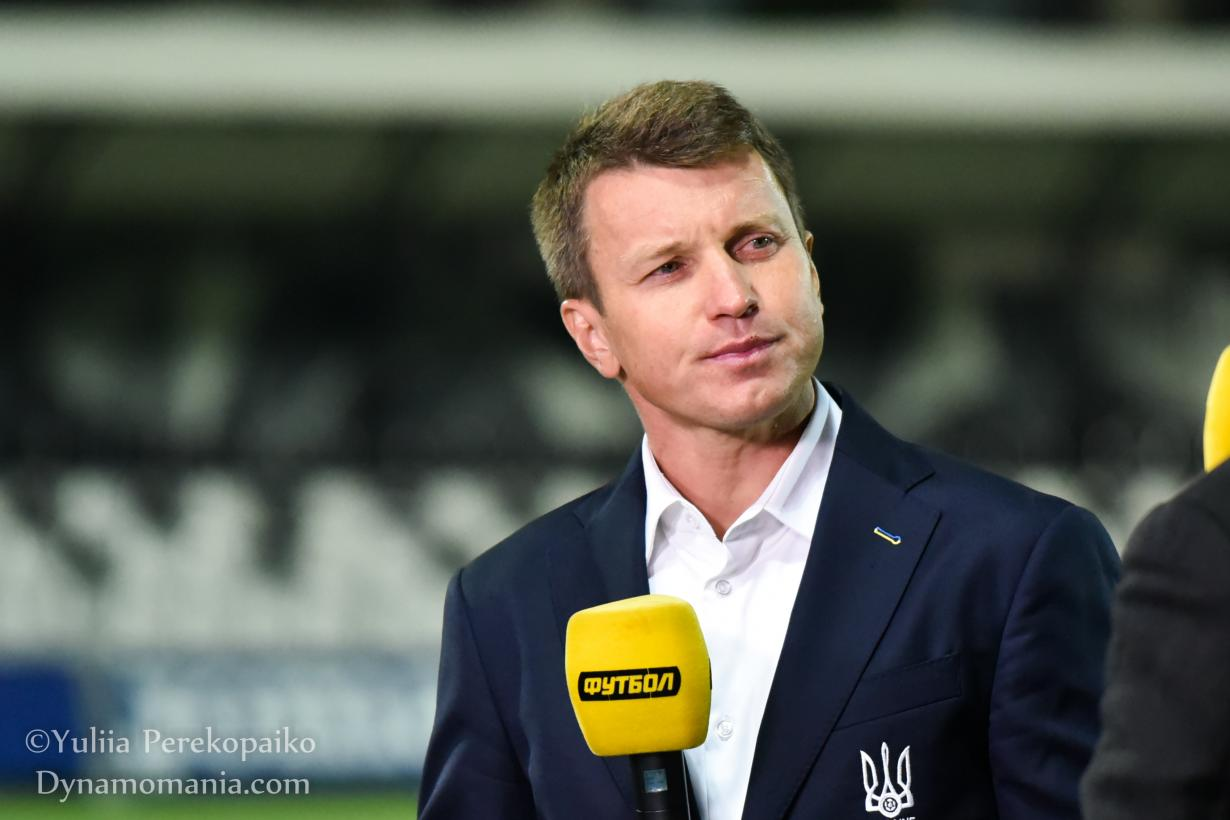
Ротань в качестве главного тренера молодёжной сборной Украины

27 декабря 2018 года возглавил молодёжную сборную Украины (до 21 года). Вывел команду на Чемпионат Европы по футболу среди молодёжных команд 2023. В первом матче группового этапа была обыграна команда Хорватии (2:0). Во втором матче со сборной Румынии была одержана минимальная победа 0:1. Набрав 6 очков команда досрочно пробилась в 1/4 финала. В четвертьфинальном матче была обыграла Франция (1:3). Выход в полуфинал также позволил сборной получить одну из трёх путёвок на летнюю Олимпиаду-2024 в Париже.
21 декабря 2022 года назначен главным тренером клуба «Александрия».
16 июня 2024 года возглавляя Олимпийскую сборную Украины, стал победителем Тулонского турнира, обыграв в финале сборную Кот-д’Ивуара.

## Достижения

### В качестве игрока
«Днепр»
- Серебряный призёр чемпионата Украины: 2013/14
- Бронзовый призёр чемпионата Украины (4): 2000/01, 2003/04, 2014/15, 2015/16
- Финалист Кубка Украины: 2003/04
- Финалист Лиги Европы УЕФА: 2014/15

«Динамо» (Киев)
- Чемпион Украины: 2006/07
- Вице-чемпион Украины (2): 2005/06, 2017/18
- Обладатель Кубка Украины (2): 2005/06, 2006/07
- Финалист Кубка Украины: 2017/18
- Обладатель Суперкубка Украины (2): 2006, 2007

### В качестве тренера
«Александрия»
- Серебряный призер чемпионата Украины: 2024/25

Сборная Украины
- Бронзовый призёр чемпионата Европы среди молодёжный команд: 2023
- Победитель Тулонского Турнира: 2024

### Личные
- Футболист года на Украине: 2016
- Входит в состав символической сборной года Лиги Европы УЕФА: 2014/15[22]
- Рекордсмен по количеству матчей за «Днепр»: 396 матчей
- Лучший тренер сезона украинской Премьер-лиги: 2024/25[23]
- Лучший тренер месяца украинской Премьер-лиги (2): август 2024, май 2025
- Член Клуба Александра Чижевского: 375 матчей в Украинской Премьер-лиге (6-й результат)

## Награды
- Кавалер ордена «За мужество» III степени (19 августа 2006)[24]
- Награда «Именное огнестрельное оружие» (21 ноября 2015)[25]

## Личная жизнь
Отец — Пётр Николаевич Ротань (1956—2020), футболист и тренер, известен по выступлениям за полтавскую «Ворсклу» (1980—1989), тренировал любительскую команду «Новая жизнь» (Андреевка).
Мать — Людмила Петровна Ротань (род. 1960).
Бывшая супруга Руслана Ротаня — Мария Михайловна Игнатьева (ныне Фролова) (род. 1982), неоднократный призёр чемпионатов мира и Европы по карате. 9 июня 2006 года, в день открытия чемпионата мира 2006, у Руслана и Марии родилась дочка Ангелина, в 2008 году — сын Богдан, 23 февраля 2010 года у пары родился третий ребёнок — сын Захар. Развёлся с Марией в 2013 году.
В 2013 году женился на Кристине Игоревне Раевской (род. 1986). В браке у Руслана и Кристины родилась дочь — Мирослава. В декабре 2017 года у пары родилась ещё одна дочь — Доминика. Кумовьями футболиста являются Евгений Селезнёв и Евгений Коноплянка.
У Руслана есть два брата-футболиста: Пётр (род. 1982) и Алексей (род. 1986).

## Статистика

### Клубная
| Клуб             | Сезон            | Чемпионат | Чемпионат | Кубок | Кубок | Еврокубки | Еврокубки | Всего | Всего |
| Клуб             | Сезон            | Игры      | Голы      | Игры  | Голы  | Игры      | Голы      | Игры  | Голы  |
| ---------------- | ---------------- | --------- | --------- | ----- | ----- | --------- | --------- | ----- | ----- |
| Днепр            | 1999/00          | 10        | 0         | —     | —     | —         | —         | 10    | 0     |
| Днепр            | 2000/01          | 7         | 0         | 2     | 0     | —         | —         | 9     | 0     |
| Днепр            | 2001/02          | 13        | 1         | 5     | 1     | —         | —         | 18    | 2     |
| Днепр            | 2002/03          | 29        | 5         | 4     | 0     | —         | —         | 33    | 5     |
| Днепр            | 2003/04          | 25        | 4         | 5     | 0     | 8         | 0         | 38    | 4     |
| Днепр            | 2004/05          | 21        | 1         | 3     | 1     | 7         | 1         | 31    | 3     |
| Всего            | Всего            | 105       | 11        | 19    | 2     | 15        | 1         | 139   | 14    |
| Динамо (Киев)    | 2005/06          | 28        | 4         | 5     | 1     | 2         | 0         | 35    | 5     |
| Динамо (Киев)    | 2006/07          | 12        | 1         | 3     | 0     | 4         | 2         | 19    | 3     |
| Динамо (Киев)    | 2007/08          | 10        | 0         | 3     | 0     | 4         | 0         | 17    | 0     |
| Всего            | Всего            | 50        | 5         | 11    | 1     | 10        | 2         | 71    | 8     |
| Днепр            | 2007/08          | 8         | 0         | —     | —     | —         | —         | 8     | 0     |
| Днепр            | 2008/09          | 26        | 3         | —     | —     | 2         | 0         | 28    | 3     |
| Днепр            | 2009/10          | 26        | 3         | 2     | 0     | —         | —         | 28    | 3     |
| Днепр            | 2010/11          | 21        | 1         | 3     | 0     | 2         | 0         | 26    | 1     |
| Днепр            | 2011/12          | 23        | 3         | 2     | 0     | 2         | 0         | 27    | 3     |
| Днепр            | 2012/13          | 25        | 4         | 3     | 0     | 10        | 0         | 38    | 4     |
| Днепр            | 2013/14          | 26        | 0         | —     | —     | 8         | 2         | 34    | 2     |
| Днепр            | 2014/15          | 16        | 0         | 5     | 2     | 15        | 3         | 36    | 5     |
| Днепр            | 2015/16          | 21        | 4         | 5     | 1     | 4         | 0         | 30    | 5     |
| Днепр            | 2016/17          | 19        | 5         | 3     | 0     | —         | —         | 22    | 5     |
| Всего            | Всего            | 211       | 23        | 23    | 3     | 43        | 5         | 277   | 31    |
| Славия (Прага)   | 2017/18          | 7         | 0         | 1     | 0     | 6         | 0         | 14    | 0     |
| Всего            | Всего            | 7         | 0         | 1     | 0     | 6         | 0         | 14    | 0     |
| Динамо (Киев)    | 2017/18          | 9         | 0         | 1     | 0     | —         | —         | 10    | 0     |
| Всего            | Всего            | 9         | 0         | 1     | 0     | 0         | 0         | 10    | 0     |
| Всего за карьеру | Всего за карьеру | 382       | 39        | 55    | 6     | 74        | 8         | 511   | 53    |

### Сборная

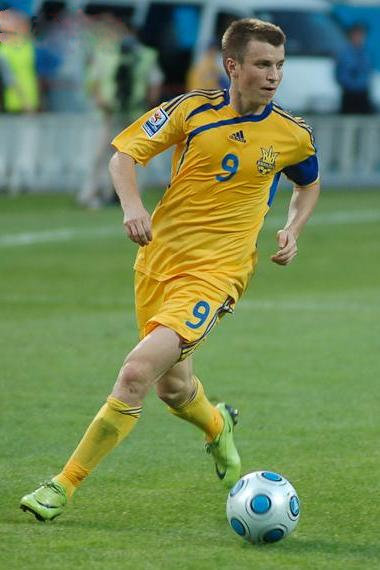
Ротань в составе сборной. 2009 год

| Украина | Украина | Украина |
| Год     | Игры    | Голы    |
| ------- | ------- | ------- |
| 2003    | 2       | 0       |
| 2004    | 5       | 1       |
| 2005    | 8       | 2       |
| 2006    | 10      | 2       |
| 2007    | 7       | 1       |
| 2008    | 1       | 0       |
| 2009    | 7       | 0       |
| 2010    | 6       | 0       |
| 2011    | 9       | 0       |
| 2012    | 9       | 0       |
| 2013    | 9       | 1       |
| 2014    | 4       | 0       |
| 2015    | 7       | 0       |
| 2016    | 8       | 1       |
| 2017    | 6       | 0       |
| 2018    | 2       | 0       |
| Всего   | 100     | 8       |

### Тренерская
| Команда          | Начало работы   | Завершение работы | Показатели | Показатели | Показатели | Показатели | Показатели | Показатели | Показатели | Показатели |
| Команда          | Начало работы   | Завершение работы | И          | В          | Н          | П          | МЗ         | МП         | РМ         | % побед    |
| ---------------- | --------------- | ----------------- | ---------- | ---------- | ---------- | ---------- | ---------- | ---------- | ---------- | ---------- |
| Украина U-21     | 27 декабря 2018 | 6 июля 2023       | 47         | 23         | 12         | 12         | 78         | 52         | +26        | 048,94     |
| Александрия      | 21 декабря 2022 | 29 мая 2025       | 79         | 32         | 28         | 19         | 94         | 84         | +10        | 040,51     |
| Украина (и. о.)  | 28 февраля 2023 | 6 июня 2023       | 1          | 0          | 0          | 1          | 0          | 2          | −2         | 000,00     |
| Украина (олимп.) | 6 июля 2023     | 13 августа 2024   | 11         | 5          | 3          | 3          | 19         | 13         | +6         | 045,45     |
| Полесье          | 29 мая 2025     | н.в.              | 5          | 3          | 0          | 2          | 10         | 4          | +6         | 060,00     |
| Итого            | Итого           | Итого             | 143        | 63         | 42         | 38         | 201        | 155        | +46        | 044,06     |